# Navadni krt
Navadni ali evropski krt (znanstveno ime Talpa europaea) je vrsta žužkojedov, prilagojen na življenje pod zemljo. Razen v sušnih obdobjih, ko odide iskat vodo, se le redko odpravi na površje. Znaki njegove prisotnosti so krtine.

## Način življenja
Krti so aktivni tako podnevi kot tudi ponoči, saj neprestano iščejo hrano. Pri tem kopljejo rove, ki ležijo na različnih globinah. Če je rov čisto pod površjem, začne metati zemljo na površje, kar ustvari krtino. Rovi so lahko dolgi od 30 pa do 50 metrov. Ko išče hrano, teka štiri ure po tunelih, nato pa enako časa počiva. Čeprav se rovi različnih krtov lahko prepletajo, se drug drugega izogibajo, še posebej izven časa parjenja. Če do srečanja vseeno pride, se začne močan boj, ki lahko privede do pogina. Znanstveniki predvidevajo, da tudi krti označujejo svoj teritorij tako, da tla označijo z vonjem iz mošusnih žlez, ki se nahajajo na trebuhu. Le v času parjenja samec poišče samico. Po parjenju samec zapusti samico, ki sama skrbi za mladiče.

## Prehranjevanje
Prehranjuje se predvsem z deževniki, čeprav se ne odreče žuželkam in polžem. Krt potrebuje veliko hrane; dnevno poje za polovico svoje teže. Krt nima dobro razvitega sluha in voha, a vseeno hrano in vodo zazna na velike razdalije. Ker živi v temi pod zemljo, ne potrebuje dobrega vida. Ima pa dobro razvit čut in zazna zelo šibke tresljaje. Gobček ima pokrit z dlačicami, ki mu pomagajo pri iskanju plena. Krt ima več čutnih organov kot katerikoli sesalec. O njegovih čutnih organih vemo zelo malo. Ker dela škodo na travnikih in njivah, jih kmetje pogosto ubijajo.

## Razmnoževanje
Čas parjenja pri krtih je zelo kratek. Samec poišče samico v podzemlju, kjer se sparita. Nato samec zapusti samico in se ne zanima več za zarod. Brejost traja en mesec. Trije ali štirje mladiči se skotijo med majem in julijem v gnezdu, za katerega je samica skotila posebno sobo. Ko se skotijo so goli, a jim že čez 24 dni zraste kožuh. Gnezdo lahko zapustijo po 35 dneh in si poiščejo svoj teritorij.

## Razširjenost
Živi v Evropi in vzhodneje v azijskem delu Rusije do porečij Oba in Irtiša, izjema so Islandija, Irska, severna Skandinavija ter predeli Južne Evrope. Sorodne vrste najdemo v Aziji in Ameriki.